# Immortalis
Immortalis četrnaesti je studijski album thrash metal sastava Overkill. Album je objavljen 9. listopada 2007. godine, a objavila ga je diskografska kuća Bodog Music.

## Popis pjesama
1. "Devils in the Mist" - 4:34
2. "What It Takes" - 4:28
3. "Skull and Bones" - 5:54
4. "Shadow of a Doubt" - 4:51
5. "Hellish Pride" - 5:16
6. "Walk Through Fire" - 4:08
7. "Head On" - 5:21
8. "Chalie Get Your Gun" - 4:28
9. "Hell Is" - 4:40
10. "Overkill V... the Brand" - 5:36

## Zasluge

### Overkill
- D. D. Verni - bas-gitara, vokali, produkcija, inženjer zvuka, mix
- Bobby "Blitz" Ellsworth - vokali, produkcija, mix
- Derek "The Skull" Tailer - vokali, produkcija, mix
- Ron Lipnicki - bubnjevi, produkcija, mix
- Dave Linsk - gitara, produkcija, inženjer zvuka, mix

### Ostalo osoblje
- Randy Blythe - vokali (pjesma 3.)
- Travis Smith - omot
- Jon d'Uva - mix
- Justin Borucki - slike
- Rat Skates - logo